# Hans-Kronberger-Umweltjournalistenpreis
Der Hans-Kronberger-Umweltjournalistenpreis, ein Journalistenpreis zum Umweltschutz gestiftet von Hans Kronberger, wurde von 1997 bis 2004 vergeben.

## Umweltjournalistenpreis
Die Vergabe zum Umweltjournalistenpreis wurde vom Verein zur Förderung ökologischer Publizistik organisiert. Die Finanzierung erfolgte durch Hans Kronberger aus der Differenz seines Gehaltes als EU-Parlamentarier im Verhältnis zu seinem vorigen Verdienst beim ORF. Der Preis wurde jährlich mit 150.000 Schilling bzw. 11.000 Euro dotiert.

## Preisträger
- 1997 Marianne Mathis (1955–2015) (Vorarlberger Nachrichten)[3][4] und Gerhard Walter (Neue Kronen Zeitung).
- 1998 Michael Lohmeyer (Die Presse) und Helmut Waldert (ORF-Hörfunk)[5]
- 1999 Dolores Bauer (ORF-Hörfunk) und Christof Gaspari (Die Furche)[6]
- 2000 Mark Perry (Neue Kronen Zeitung)[7] und Gerhard Schwischei (Salzburger Nachrichten)[8][9][1]
- 2001 Ingrid Greisenegger (TV-Journalistin und Publizistin) und Christoph Matzl (Neue Kronen Zeitung)[10]
- 2002 Ine Jezo-Parovsky (1937–2023)[11] von der ORF-Parlamentsredaktion und Joachim Wille von der Frankfurter Rundschau[12]
- 2003 ORF-Redaktion Modern Times und das österreichische Filmemacher-Duo Manfred Christ und Harald Pokieser für die Universum[13]
- 2004 Ernst Scheiber (Ökosoziales Forum), oekonews.at und Wolfgang Strohmayer (Mostviertel Basar)[14]